# スーザーン・サアド・ザグルール
スーザーン・サアド・ザグルール（アラビア語: سوزان سعد زغلول、Suzan Saad Zaghloul、1963年10月3日 -）は、エジプトの政治家。自由公正党所属のシューラー議会（上院）議員。2011年～2012年の人民議会選挙、2012年のシューラー議会選挙を通し、個人枠（小選挙区）で当選した唯一の女性候補である。
スエズ出身。スエズ運河大学卒、科学哲学博士（スエズ運河大学）、国立海洋学漁業研究所研究員。
二児の母であり、2007年に「現代的母賞」（アラビア語: لقب الأم العصرية）を受賞している。
2012年3月、憲法制定会議の委員に選ばれる。